# Sieweczka sundajska
Sieweczka sundajska (Anarhynchus peronii) – gatunek małego ptaka z rodziny sieweczkowatych (Charadriidae), zamieszkujący Azję Południowo-Wschodnią. Monotypowy. Bliski zagrożenia wyginięciem.

## Zasięg, środowisko
Jest to ptak brodzący, zamieszkujący słone plaże w Azji Południowo-Wschodniej – od południowego Wietnamu, Kambodży i Tajlandii po Filipiny i Indonezję. Nie migruje.

## Wygląd
Sieweczka sundajska ma około 15 cm długości i waży około 35–42 g. Samca można rozpoznać po cienkim czarnym pasemku wokół szyi, samica ma cienkie brązowe pasemka i blade nóżki.

## Rozmnażanie
Sieweczka sundajska znosi dwa do pięciu (najczęściej trzy) jaj, które zostają ukryte w małym dołku na plaży. Jaja są wysiadywane przez oboje rodziców przez około 30 dni, pisklęta po wykluciu są pod opieką, dopóki nie mogą latać przez następny miesiąc. Głównym pożywieniem są bezkręgowce znalezione na plaży.

## Status
Międzynarodowa Unia Ochrony Przyrody (IUCN) uznaje sieweczkę sundajską za gatunek bliski zagrożenia (NT – Near Threatened). Liczebność populacji zgrubnie szacuje się na 6700–17 000 dorosłych osobników. Trend liczebności populacji jest prawdopodobnie spadkowy ze względu na utratę i degradację siedlisk oraz płoszenie przez ludzi, zwłaszcza na stanowiskach lęgowych.